# Groot Park
Het Groot Park (ook: Salve Mater) is een psychiatrisch ziekenhuis in de tot de Vlaams-Brabantse gemeente Bierbeek behorende plaats Lovenjoel.

## Geschiedenis
Het domein ontstond in de vallei van de Molenbeek. Hier werd het Kasteel de Spoelberch gebouwd, een buitenhuis nabij de Heystmolen.
Omstreeks 1835 werd een landschapspark aangelegd.
In 1907 kwam het domein aan E. Gilbert-Ernst en deze vermaakte het in 1915 aan de Katholieke Universiteit Leuven. Deze verhuurde kasteel en park aan de Zusters van Liefde die er een psychiatrisch ziekenhuis voor vrouwen zouden vestigen. Het kasteel werd echter een tijdlang gebruikt als commandopost door de Duitse bezetter. In 1926 werd de psyciatrische kliniek, Salve Mater genaamd, officieel geopend.
Tot 1980 werd het kasteel gebruikt door studenten psychiatrische verpleegkunde. Daarna bleef het kasteel tot 1999 onbewoond.

## Park
In het park zijn diverse merkwaardige bomen te vinden. Daarnaast zijn er nog soorten van de oorspronkelijke beekdalflora aan te treffen, zoals: bittere veldkers, verspreidbladig goudveil, boswederik en groot springzaad. De alpenbes, die ook in het gebied voorkomt, is waarschijnlijk ontstaan uit verwildering.